# Мост Патронико
Мост Патронико — мост через реку Гвадалквивир в городе Севилье. Название происходит от находящейся поблизости к мосту часовни Патронико в округе Триана.

## История
Мост был построен в 1982 году на новом русле реки, известное как Ла-Корте-де-ла-Картуха. Параллельно мосту находились два моста с аналогичным названием, которые были построены в 1940 и 1971 годах соответственно. Они располагались на старом русле реки. После перекрытия этого русла старые мосты были закрыты и разобраны.

## Характеристика
Начиная с севера города, это пятый мост, который пересекает русло реки Гвадалквивир, которая течет к западу от города с севера на юг. Выше и ниже по течению реки расположены два виадука длиной по 200 и 500 метров соответственно. 
Из центра Севильи к мосту можно попасть через Мост Христа Искупителя, который заканчивается в порту Триана. Там расположена территории Всемирной выставки 1992 года. 
Мост Патронико находится на западе города и обеспечивает трафик движения по направлению Уэльвы и Португалии (A-49) и пересекается с кольцевой дорогой Севильи (SE-30).